# Trace Gas Orbiter
Trace Gas Orbiter — космический аппарат для изучения происхождения малых газовых составляющих в атмосфере Марса с орбиты искусственного спутника.
Аппарат создан по программе «ЭкзоМарс» специалистами Европейского космического агентства. Два из четырёх научных приборов разработаны в Институте космических исследований РАН. Запущен 14 марта 2016 года в 9:31 UTC. 19 октября 2016 года прибыл на высокоэллиптическую орбиту Марса. К апрелю 2018 года переведён на низкую круговую орбиту высотой около 400 километров. C 21 апреля 2018 года началась научная миссия.

## Научные цели полёта
Аппарат исследует и выяснит природу возникновения в атмосфере Марса малых составляющих: метана, других газов и водяного пара, о содержании которых известно с 2003 года. Наличие метана, быстро разлагающегося под ультрафиолетовым излучением, означает его постоянное поступление из неизвестного источника. Таким источником могут быть ископаемые или биосфера — живые организмы.
Присутствие метана в атмосфере Марса интригует, потому что вероятное его происхождение — это либо результат деятельности биологической жизни, либо геологической активности. Орбитальный аппарат будет определять локализацию источников многих следовых газов в атмосфере и изменения пространственного распределения этих газов во времени. В частности, если метан (CH₄) обнаружен в присутствии пропана (C₃H₈) или этана (C₂H₆) то это будет сильным указанием на биологические процессы.
Если метан обнаружен в присутствии таких газов как диоксид серы (SO₂) то это будет указывать на то, что метан является побочным продуктом геологических процессов.
«Trace Gas Orbiter» определит участки поверхности где выделяется метан, чтобы спускаемый аппарат АМС «ЭкзоМарс-2020» совершил посадку на таком участке. Также «Trace Gas Orbiter» будет выполнять функции ретранслятора в сеансах связи с марсоходом «ЭкзоМарс».
Европейское космическое агентство преследовало и вторую цель: опробовать новую технологию входа в атмосферу, спуска и посадки космических аппаратов на поверхность планет. «Trace Gas Orbiter» обеспечил перелёт к Марсу спускаемого аппарата с автоматической марсианской станцией — модуля «Скиапарелли» для демонстрации возможности входа в атмосферу, спуска и посадки.
19 октября 2016 года спускаемый модуль «Скиапарелли» миссии «ЭкзоМарс» попытался выполнить посадку на поверхности Красной планеты, однако через несколько секунд после включения двигательной установки сигнал с аппарата прервался. В тот же день, после включения двигателей, продолжавшегося с 13:05 до 15:24 UTC, «Trace Gas Orbiter» вышел на орбиту искусственного спутника Марса. 21 октября 2016 года Европейское космическое агентство официально подтвердило гибель посадочного модуля «Скиапарелли».

## История разработки

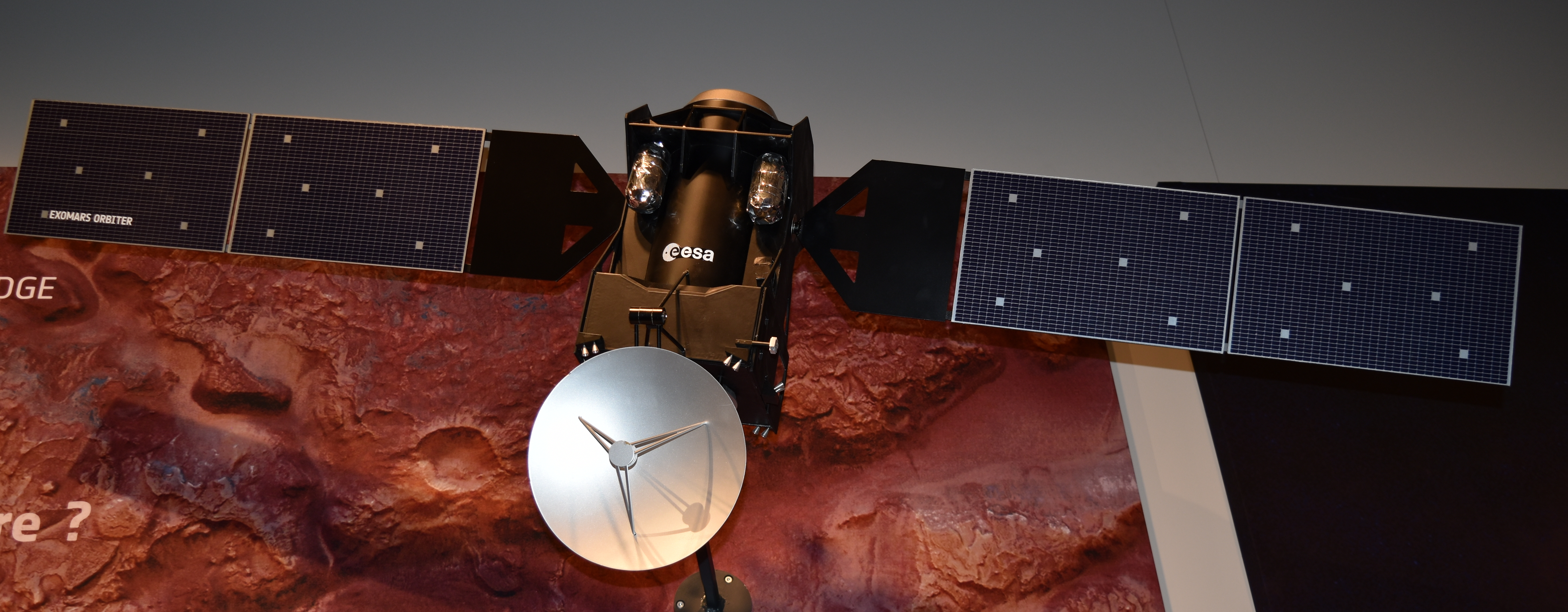
Модель Trace Gas Orbiter, представленная на Парижском авиасалоне 2015

В 2008 году космическое агентство НАСА представило проект Марсианского научного орбитального аппарата (англ. Mars Science Orbiter). Годом спустя, после подписания соглашения о совместном сотрудничестве в области освоения Марса, часть проекта легла на плечи ЕКА, а сам проект был изменён. Аппарат сменил название, дата запуска была перенесена на 2016 год, а оборудование стало разрабатываться как НАСА, так и ЕКА. Было решено, что «Trace Gas Orbiter» заменит уже работающий Марсианский разведывательный спутник (англ. Mars Reconnaissance Orbiter) и будет включен в программу «ЭкзоМарс». Запуск предполагалось осуществить с помощью ракеты «Атлас V».
Однако, в 2012 году, вследствие сокращения бюджета, НАСА было вынуждено приостановить сотрудничество и прекратить своё участие в проекте.
В том же году ЕКА установило соглашение с космическим агентством России. Два из четырёх научных приборов аппарата разработаны в Институте космических исследований РАН. Для запуска использована ракета-носитель «Протон-М».

## Приборы

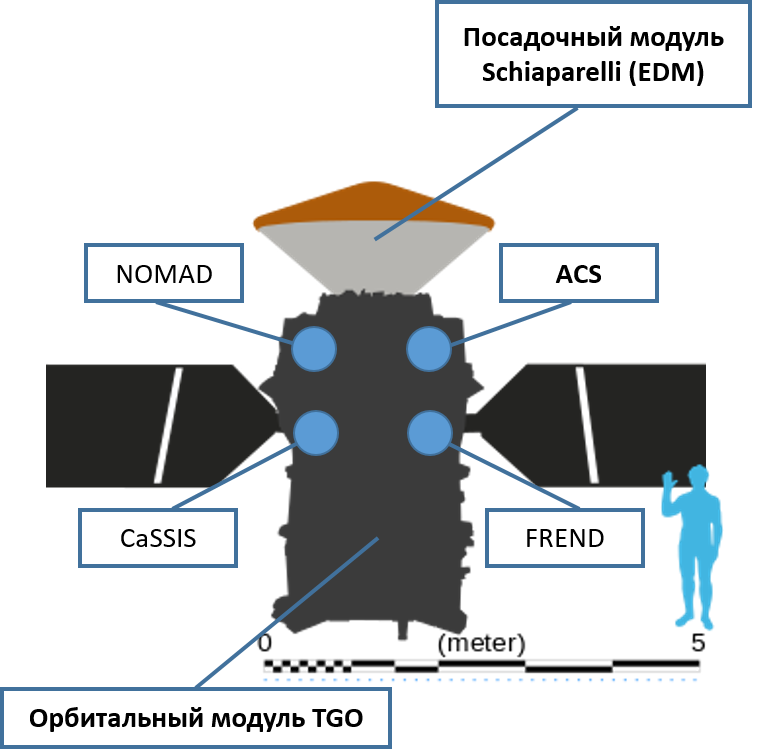
Расположение научных инструментов на орбитальном модуле TGO

На данном космическом аппарате установлены следующие научные приборы:
- NOMAD (Nadir and Occultation for MArs Discovery) — три спектрометра, два инфракрасных и ультрафиолетовый, для высокочувствительной идентификации компонентов атмосферы, включая метан и многие другие следовые газы, с орбиты спутника. NOMAD проводит солнечно-затменные наблюдения и прямые наблюдения отраженного света. Разработан Бельгией, Испанией, Италией, Великобританией, США, Канадой. NOMAD покрывает диапазоны 2,2—4,3 мкм (инфракрасный) и 0,2—0,65 мкм (ультрафиолетовый)[16].
- ACS (Atmospheric Chemistry Suite) — набор из трёх инфракрасных спектрометров для изучения химии и структуры атмосферы Марса. ACS дополнит NOMAD, расширив покрытие инфракрасного диапазона и сможет получать снимки Солнца нужные для лучшего анализа солнечно-затменных данных. Головной исполнитель — ИКИ РАН (Россия). Руководитель проекта — д.ф.-м.н. О. И. Кораблев. Прибор состоит из Эшелле-спектрометра «НИР», работающего в диапазоне 0,7—1,6 мкм, Эшелле-спектрометра «МИР», работающего в диапазоне 2,3—4,2 мкм, и Фурье-спектрометра «ТИРВИМ», работающего в диапазоне 1,7—17 мкм[17].

NOMAD и ACS дважды за оборот вокруг Марса, во время местного восхода и заката, будут наблюдать Солнце, когда оно просвечивает атмосферу. Такие измерения дадут подробную информацию о количестве метана на различных высотах над поверхностью Марса.
NOMAD и ACS будут также исследовать отраженный поверхностью свет направляя спектрометры строго вниз (в надир) на планету. Такие измерения позволят картографировать источники метана.
- CaSSIS (Colour and Stereo Surface Imaging System) — камера высокого разрешения (4,5 м на пиксель), способная получать цветные и стереофотографии. CaSSIS предоставит геологические и динамические данные по источникам газов, обнаруженным приборами NOMAD и ACS. Разработан Швейцарией, Италией. CaSSIS представляет собой трёхзеркальный телескоп-анастигмат с фокусным расстоянием 880 мм, апертурой 135 мм и полем зрения 1,34° × 0,88°[18].
- FREND (Fine Resolution Epithermal Neutron Detector) — этот детектор нейтронов определит присутствие водорода от поверхности до глубины 1 метр, и таким образом обнаружит места залегания водного льда вблизи поверхности. Обнаружение присутствия подповерхностного льда прибором FREND будет в 10 раз лучше, чем существующие измерения. Головной исполнитель — ИКИ РАН (Россия). Руководитель проекта — д.ф.-м.н. И. Г. Митрофанов. Прибор состоит из четырёх пропорциональных детекторов, заполненных гелием-3 для регистрации потоков нейтронов с энергиями от 0,4 до 500 кэВ и одного сцинтилляционного детектора с кристаллом стильбена для регистрации потока нейтронов с энергиями от 0,5 до 10 МэВ. Благодаря коллиматору поле зрения прибора сужено до пятна размером 40 км на поверхности Марса, что позволит создавать карты распределения подповерхностного водорода с таким разрешением. В состав прибора FREND входит также дозиметрический прибор «Люлин-МО», который измеряет радиацию и позволит судить о радиационной обстановке в космосе и на поверхности Марса. В разработке прибора FREND принимали участие 5 российских институтов и один болгарский (он создал прибор «Люлин-МО»)[19][20].

## Научные исследования
Наблюдения по научной программе TGO начались с 21 апреля 2018 года на низкой круговой орбите высотой около 400 км над поверхностью Марса: заработала камера высокого разрешения CaSSIS и спектрометры. 2 марта 2019 года CaSSIS сделал снимок, на котором виден спускаемый аппарат InSight, парашют и две половины капсулы, которые защищали InSight во время его входа в атмосферу Марса — лобовой теплозащитный экран и тыльная часть.
В 2020 году зонд TGO возобновил научные исследования; в 2021 году продолжил исследования.
По данным детектора нейтронов FREND составлена глобальная карта водности поверхности Марса в экваториальной области от 50° северной широты до 50°  южной широты. В некоторых местах содержание водного эквивалента водорода (WEH) в верхнем метре марсианского реголита составляет около 20 % по весу (в полярных областях WEH превышает 40 %). Нейтронное зондирование не различает различные возможные формы воды: водяной лед, адсорбированную воду или химически связанную воду. Для различения необходимо провести дополнительные измерения другими методами, например, анализом на месте или мультиспектральной визуализацией. Однако обнаруженное количество WEH в совокупности с другими данными (особенностями рельефа, температурой поверхности, атмосферными условиями) позволяет различать: более крупные WEH, превышающие десятки процентов по весу, трудно объяснить ничем, кроме водяного льда; с другой стороны, гидратированные минералы обычно не содержат более 10–15 % по весу. В качестве эталонного значения безразмерного параметра подавления нейронов были приняты данные из одного из самых засушливых на Марсе — региона Solis Planum, где средний показатель WEH оценивается в 2,78 % по весу. В точке 17 в центре Земли Аравия и в точке 10 близ неё концентрация воды в грунте составляет 23—24 %,что указывает на наличие чистого водного льда в верхнем метровом слое. В случае с точкой LWRR-23 на равнине Аркадия, показывающей WEH в процентах по весу 20,4, её расположение вблизи 50° северной широты, вероятно, является лучшим объяснением высокой гидратации: марсианская граница вечной мерзлоты простирается от полюсов до 50° широты на некоторых долготах. Более 20 % воды по массе FREND обнаружил в каньоне Долины Маринер. В точках LWRR-3 и LWRR-4, расположенных к юго-западу от горы Олимп, содержание воды составляет около 9–13 % по весу.